# Racing Club de Montevideo
El Racing Club de Montevideo és un club de futbol de la ciutat de Montevideo a Uruguai, que ha guanyat en set coasions la Segona divisió uruguaiana de futbol: Amateur 1923, Amateur 1929, 1955, 1958, 1974, 1989, Apertura 1999. El Racing Club, conegut com a La Escuelita (la petita escola) a causa dels excel·lents jugadors que ha generat, va ser fundat el 6 d'abril de 1919. El 1920 s'anomenà Club Atlético Racing i el 1925 s'adoptà el nom actual. Va estar fusionat amb el CA Rentistas (el 1996) amb el nom Alianza Racing Rentistas. Hi han destacat jugadors com Ladislao Mazurkiewicz o Ruben Sosa.

## Uniformes especials
| 1994 | 1996 |